# Lac Kiskissink
Le Lac Kiskissink est situé dans La Tuque, en Mauricie, au Québec, au Canada. Le territoire du lac est administré par la Zec Kiskissink.

## Géographie
Situé à 63 km (en ligne directe) au nord-est du Centre-ville de La Tuque, à 42 km (en ligne directe) au sud-ouest de Chambord (Québec), et à 21 km au nord-est de Lac-Édouard, le lac Kiskissink a une forme très allongée dans le sens nord-sud. Le lac a une longueur de 11,2 km et une largeur maximale de 1,7 km (considérant une baie). Ce lac est formé en parallèle au Grand lac Bostonnais, situé à une quinzaine de kilomètres du côté ouest. Le lac Kiskissink est situé dans les cantons de Rhodes et de Lescarbot. Le niveau moyen de la surface de l'eau du lac est à une altitude de 416 m. Quelques montagnes environnantes excèdent 460 m d'altitude. Le lac Kiskissink et ses voisins au sud, soit les lac Lescarbot et Ventadour, longent la ligne de démarcation des eaux avec le bassin versant du lac Saint-Jean (rivière Métabetchouan) ; cette ligne de départage est située entre un et deux kilomètres (du côté est) selon les endroits.
Le lac Kiskissink est alimenté par le sud par la décharge du lac Lescarbot qui est le deuxième plan d'eau important alimentant la tête de la rivière Bostonnais. L'embouchure du lac Kiskissink se déverse par le Nord dans la rivière Bostonnais. Depuis l'embouchure, un segment de la rivière Bostonnais coulant vers le nord, puis vers l'ouest, comporte une longueur de 8,2 km (dont 3,8 km de rivière et un long détroit de 4,4 km lequel constitue une longue baie du Grand lac Bostonnais).
Le lieu-dit (hameau) de Kiskissink est localisé au fond d'une longue baie à l'extrémité nord-ouest du lac Kiskissink.

## Toponymie
D'origine algonquienne et montagnaise, ce toponyme signifie "petit cèdre". Autrefois, le lac Kiskissink était désigné "lac des Cèdres". Le toponyme "Lac Kiskissink" a été inscrit officiellement le 5 décembre 1968 à la Banque des noms de lieux de la Commission de toponymie du Québec.

## Histoire
Préhistoire amérindienne
Plusieurs artefacts provenant de la Préhistoire amérindienne ont été découverts dans ce secteur de la Haute-Mauricie ; une trentaine de sites à potentiel archéologique ont été identifiés. Plusieurs communautés autochtones, généralement semi-nomades, étaient de passage dans ce secteur, à différentes époques. À cause de la séparation des eaux entre la rivière Métabetchouan et la rivière Saint-Maurice, ce secteur est devenu une zone de transition entre les deux bassins hydrographiques. Par exemple, vers 1630, des communautés autochtones étaient de passage dans ce secteur dont le lac Kiskissink était un centre d'intérêt.
Les rivières Métabetchouan et Bostonnais servaient de route de glace en hiver ou de voies navigables les autres saisons, pour fin d'approvisionnement. Plusieurs communautés autochtones vivaient en semi-nomadisme ou se rencontraient dans les zones de proximité de ces deux rivières. Le troc était très pratiqué entre les communautés. Des coureurs de bois autochtones pratiquaient le commerce entre les diverses communautés.
Premières activités des non-autochtones
Les premiers exploitants non-autochtones de ce territoire et les premiers habitants sont arrivés vers la fin des années 1800, principalement grâce à l'arrivée du chemin de fer venant de Montréal et qui passait par le Lac-Édouard. Le parcours de ce chemin de fer passe sur la rive Ouest de la moitié Nord du lac Kiskissink, pour se desservir les hameaux Kiskissink et Van Bruyssels.
L'arrivée du chemin de fer correspond à la création de Clubs privés de chasse et pêche dans le secteur. Plusieurs personnalités prestigieuses, canadiennes ou américaines, venaient y pratiquer des activités récréo-touristiques.